# خوان ديفيد مارتينيز
خوان ديفيد مارتينيز (بالإسبانية: Juan David Martínez)‏ (3 مايو 2001 بكولومبيا - ) هو لاعب كرة قدم كولومبي في مركز الهجوم.

## وصلات خارجية
- خوان ديفيد مارتينيز على موقع قاعدة بيانات كرة القدم.إي يو (الإنجليزية)
- خوان ديفيد مارتينيز على موقع Soccerway.com (الإنجليزية)